# المشراقي (القفر)

تعديل مصدري - تعديل

المشراقي محلة تابعة لقرية الركب، التابعة لعزلة بني مهدى بمديرية القفر إحدى مديريات محافظة إب في الجمهورية اليمنية، بلغ تعداد سكانها 32 حسب تعداد اليمن لعام 2004.